# Ассимиляция (лингвистика)
Ассимиля́ция в лингвистике — главным образом фонологический термин, обозначающий уподобление одного звука другому в потоке речи. Ассимиляция происходит между звуками одного типа (гласными или согласными). Ассимиляция может быть полной (в этом случае ассимилируемый звук полностью совпадает с тем, которому он уподобляется) и неполной (соответственно, изменяется лишь несколько признаков ассимилируемого звука). По своему направлению ассимиляция может быть прогрессивной (предыдущий звук влияет на последующий), регрессивной (последующий звук влияет на предыдущий) и взаимной (два соседних звука влияют друг на друга, сообщая какие-то черты артикуляции друг другу). Ассимиляция может быть контактной (участвующие в процессе звуки соседствуют) и дистантной (типичный пример — гармония гласных).
Ассимиляция противопоставляется диссимиляции, процессу расподобления двух звуков. Источником ассимилятивных процессов обычно является коартикуляция.

## Ассимиляциясогласных
Весьма распространённый тип ассимиляции согласных: ассимиляция по звонкости/глухости. Наиболее обычный тип в этом случае — требование того, чтобы два идущих рядом шумных согласных были либо звонкими, либо глухими. Кроме того, во многих языках (например, в русском, польском, немецком, нидерландском) оглушению подвергаются звонкие согласные в конце слова.
В ассимилятивных процессах могут участвовать и другие признаки, например твёрдость/мягкость (русский (литературный), украинский, польский, ирландский), место образования (русский язык, языки банту), способ образования (языки банту), назализация (австронезийские языки).

## Ассимиляциягласных
Наиболее распространённый тип ассимиляции — гармония гласных, то есть уподобление всех гласных в рамках слова по ряду признаков. Весьма обычна гармония гласных по ряду, подъёму и лабиализации (типична для тюркских языков); другой часто встречающийся тип гармонии — гармония по продвинутости корня языка, встречающаяся в африканских языках.

## Другие типы ассимиляции
Иногда как тип ассимиляции рассматриваются процессы вроде интервокальной лениции, то есть ослабления артикуляции согласного между гласными.